# Ferrostrunzite
La ferrostrunzite è un minerale dimorfo della metavivianite.